# Terreiro São Jerônimo
Ilê Axé Oba Tadê Patiti Oba também chamado de Ipatitió Gallo, mais conhecido como Terreiro São Jerônimo ou Terreiro de Manoel do Bonfim, candomblé de nação ketu localizado na Ladeira do Bogum, antiga Manoel do Bonfim, foi fundado em 1907, no Bairro do Engenho Velho da Federação, em Salvador, Bahia, Brasil. 
Na própria Ladeira do Bogum, onde tem o número 23, encontra-se um terreiro hoje pouco ativo (tornado, na prática, um satélite da Casa Branca do Engenho Velho), mas de inegável importância por sua história: seu fundador, Manoel do Bonfim, um renomado babalaô, desfrutou de tanto prestígio no bairro que se tornou epônimo da via onde tinha domicílio (a Rua Manoel do Bonfim, a Ladeira do Bogum). O Ilê Axé Obá Tadê Patiti Obá, também chamado de Ipatitió Gallo, veio a ser popularmente conhecido como “o terreiro de Manoel do Bonfim”. (A fórmula Ipatitió Gallo foi empregada para a designação deste templo na legislação municipal que converteu seu espaço numa ASRE, junto com o Terreiro do Bogum). O egbé do Patiti Obá reconhece uma ligação com o rito de candomblé jeje: de acordo com sua ialorixá, a Venerável Nilza Dorotéia de Souza, Manoel do Bonfim foi iniciado em uma casa jeje de Cachoeira, embora segundo o rito ketu. Explicou a referida sacerdotisa que antigamente “jeje e ketu não era tão separado como hoje, tinha uma ligação forte aqui” (Prof. Dr. Ordep Serra).